# Carhua (Canta)
Carhua es un caserío peruano ubicado en el distrito de Canta, perteneciente a la provincia homónima del departamento de Lima, al centro oeste del Perú. 

## Ubicación
Carhua se ubica al este de la provincia de Canta, en el distrito de Canta, en el departamento de Lima.

## Demografía
En 2017 Carhua tenía una población de 122 habitantes y 207 viviendas.
| Gráfica de evolución demográfica de Carhua entre 1993 y 2017 |
|                                                              |
| Fuentes: Población 1993 y 2017                               |